# Josip Gutzmirtl
Josip Gutzmirtl (Gucmirtl; zvan Joza i Guco; Osijek, 16. ožujka 1942. – Zagreb, 24. studenoga 2009.), hrvatski nogometaš, jedan od najboljih osječkih igrača svih vremena

## Životopis
Rođen u Osijeku. Otac Stjepan bio je igrač i entuzijast osječke Olimpije. Josip je igrao od 1961. u tadašnjem drugoligašu NK Osijek (do 1962. Proleter, do 1967. Slavonija, od 1967. Osijek) skupa s još dvojicom braće Ivanom i Krešimirom. U pet drugoligaških sezona postigao je 56 pogodaka. Već 1964. prešao je u Dinamo. Igrao je u napadu. Volio je materijalizirati akcije i nikad se nije zadovoljavao s tek kojim postignutim pogotkom. Za Gutzmirtla je iznimno bila zainteresirana novosadska Vojvodina, no otac ga je uputio u Zagreb. Zaigravši u Dinamu, dobio je mjesto tzv. polušpice, zbog velike konkurencije u vrhu napada. Ustalio se u momčadi. Zaslužan za osvajanje Kup velesajamskih gradova 1966./67. Ponio kapetansku vrpcu. Igrao je do 1973. godine. Postigao je 106 pogodaka na 409 utakmica. Premda je bio teako vrstan igrač, nikad nije zaigrao za jugoslavensku reprezentaciju, jer Hrvatima i igračima hrvatskih klubova znatno je bio otežan pristup saveznoj momčadi. Umro je na 7. obljetnicu smrti starijeg brata Ivana, za vrijeme rutinskog pregleda srca. Pokopan je na Mirogoju.